# Kraljevci, Sveti Jurij ob Ščavnici
Kraljevci este o localitate din comuna Sveti Jurij ob Ščavnici, Slovenia, cu o populație de 157 de locuitori.